# Accident d'un DHC-3 Otter à Mutiny Bay
Le 4 septembre 2022, un de Havilland Canada DHC-3 Otter, effectuant un vol charter de passagers entre Friday Harbor et Renton, dans l'État de Washington, aux États-Unis, s'est écrasé dans les eaux de Mutiny Bay (en), près de l'île Whidbey, tuant sur le coup les dix personnes présentes à bord. L'hydravion était exploité par West Isle Air (en), pour le compte de Friday Harbor Seaplanes, un service appartenant à Northwest Seaplanes.

## Avion
Le de Havilland Canada DHC-3T Turbine Otter impliqué, alors âgé de 56 ans, a été fabriqué en 1967 par la société aéronautique canadienne De Havilland Canada et a reçu comme numéro de série 466.
Avant d'être immatriculé aux États-Unis, cet hydravion était immatriculé C-FVQD au Canada, après avoir été acquis et exploité par plusieurs compagnies aériennes, compagnies charters et propriétaires privés canadiens au cours des 46 premières années de son exploitation.
Le registre des aéronefs civils canadiens indique que l'immatriculation canadienne de l'avion a été annulée le 22 novembre 2013, et qu'il a ensuite été exporté aux États-Unis le 6 mars 2014.
Les dossiers de la Federal Aviation Administration (FAA) montrent que l'avion a été acheté aux États-Unis par un particulier au début de l'année 2014, immatriculé N725TH et a obtenu l'autorisation de vol de la part des autorités américaines le 12 mai 2014. L'avion a été récemment immatriculé au nom de Northwest Seaplanes Inc., son propriétaire au moment de l'accident.

## Accident
L'avion a décollé à 14h50, heure locale, de Friday Harbor et était en route vers l'aéroport de Renton (en) lorsque les rapports de l'accident sont arrivés, à 15h11. Plusieurs témoins se sont souvenus d'une scène chaotique, avec de fortes odeurs d'essence et ont déclaré que l'impact avec l'eau avait « désintégré » l'appareil.
Avant que l'avion ne s'écrase, Northwest Seaplanes a remarqué un léger changement de direction par rapport au plan de vol et a tenté de contacter le pilote. La compagnie aérienne a alors appelé les secours après n'avoir reçu aucune réponse et, peu de temps après, des témoins ont appelé le 911 pour signaler que l'avion avait piqué du nez, à grande vitesse, dans l'eau.

## Victimes
Tous les passagers, ainsi que le pilote, étaient de nationalités américaines. Le seul membre de l'équipage à bord était le pilote, Jason Winters, qui avait plusieurs dizaines d'années d'expérience en tant que pilote d'hydravion. Parmi les victimes figurent l'activiste des droits civiques de Washington Sandy Williams, fondateur et rédactrice en chef de Black Lens News (en), ainsi que la sœur enceinte, le beau-frère et le neveu de l'actrice Megan Hilty. 

## Enquête

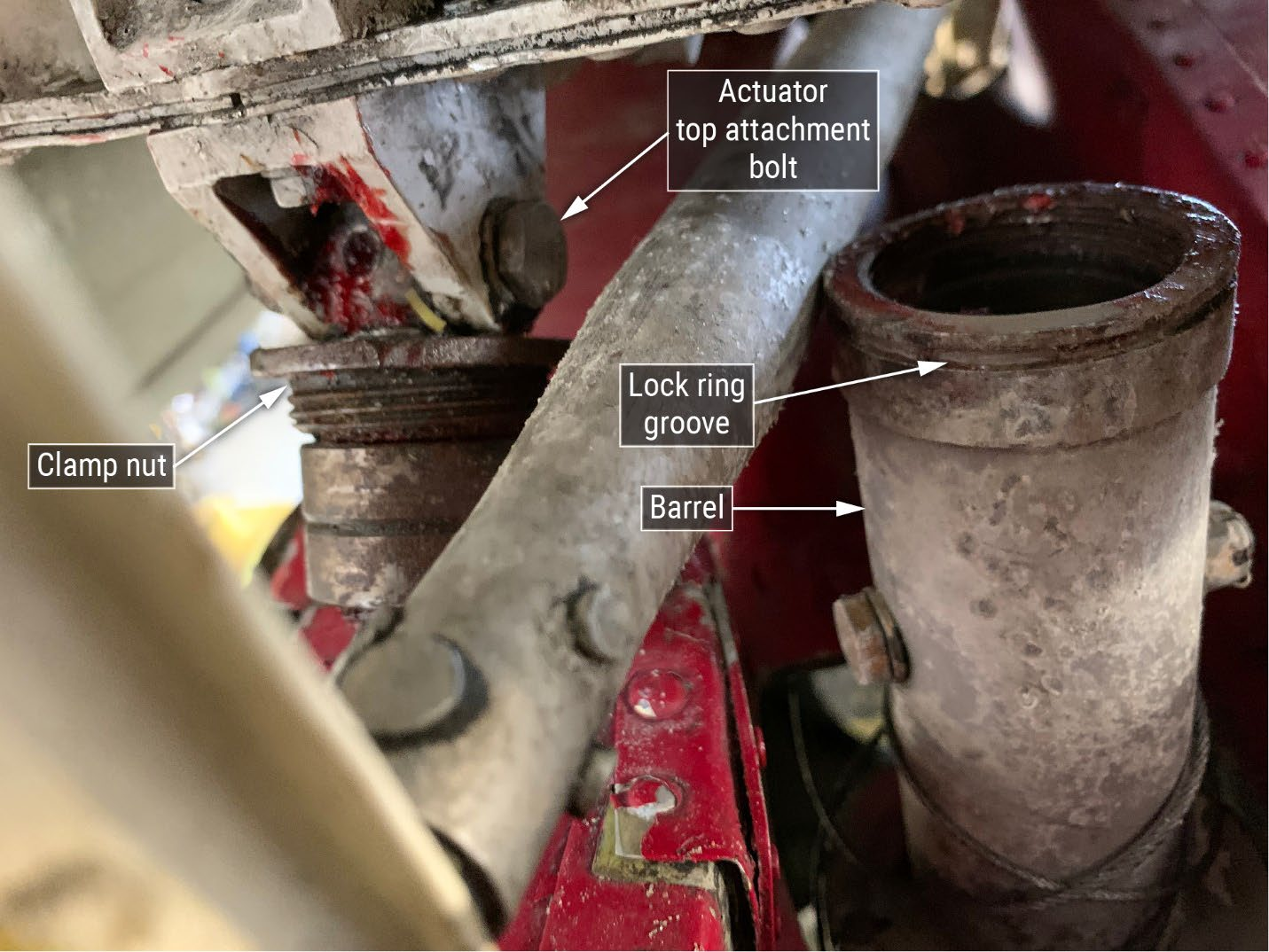
Photo montrant l'écrou de serrage de l'actionneur du stabilisateur horizontal et extrémité supérieure de la section du raccord d'assemblage, tels que retrouvés dans l'épave.

Le Conseil national de la sécurité des transports (NTSB) a ouvert une enquête sur l'accident et a été rejoint par des navires de la National Oceanic and Atmospheric Administration (NOAA) dans la recherche de l'épave. Un sonar à balayage latéral a été déployé par le laboratoire de physique appliquée de l'Université de Washington et a découvert de gros débris, à 58 m sous la surface, qui ont été identifiés comme étant similaires à ceux de l'avion. Le NTSB a travaillé avec la marine américaine pour récupérer l'épave à l'aide d'un ROV et d'une barge de récupération.
L'hydravion n'était pas équipé d'un enregistreur de paramètres (FDR), ni d'un enregistreur phonique (CVR), et n'était pas tenu d'en transporter. Il était cependant équipé d'un avertisseur de proximité du sol (GPWS). Il venait de passer une inspection maintenance, d'une durée de 100 heures, avant l'accident. D'autres efforts de récupération ont eu lieu le 26 septembre 2022 ; ces recherches ont permis de récupérer la majeure partie de l'épave et de plusieurs corps des victimes. 
Le 24 octobre 2022, le NTSB a publié un premier rapport de son enquête, indiquant que l'actionneur du stabilisateur horizontal s'était séparé en deux morceaux, au niveau d'un raccord d'assemblage fileté, ce qui pourrait être un facteur contributif de l'accident. Le NTSB a déclaré que la bague de verrouillage de l'actionneur manquait dans l'épave. Le lendemain, Viking Air a émis une lettre de service exigeant que tous les opérateurs de DHC-3 Otter inspectent l'appareil et vérifient que la bague de verrouillage est correctement installée.
Le 26 octobre 2022, le NTSB a émis des recommandations de sécurité urgentes à la FAA et à Transports Canada, exhortant tous les exploitants de DHC-3 Otter à inspecter la bague de verrouillage de l'actionneur du stabilisateur horizontal et à signaler leurs conclusions aux agences respectives. Le NTSB a également recommandé l'immobilisation immédiate de tous les hydravions DHC-3 jusqu'à nouvel ordre, invoquant la crainte que d'autres ne s'écrasent pour les mêmes raisons.

### Rapport final
Le 29 septembre 2023, le NTSB a publié son rapport final sur cet accident, indiquant que la cause probable était la perte de contrôle de l'avion en raison du dévissage de l'écrou de serrage du barillet de l'actionneur du stabilisateur horizontal, en raison d'une bague de verrouillage manquante, ce qui a entraîné le déplacement du stabilisateur horizontal vers une position extrême vers le bas, rendant le tangage de l'avion incontrôlable pour le pilote.